# Ceronema caudata
Ceronema caudata är en insektsart som beskrevs av Walter Wilson Froggatt 1915. Ceronema caudata ingår i släktet Ceronema och familjen skålsköldlöss. Inga underarter finns listade i Catalogue of Life.